# Włodzimierz Paźniewski
Włodzimierz Paźniewski (ur. 29 listopada 1942 w Bobrownikach) – polski poeta, prozaik, eseista. Absolwent polonistyki UMK w Toruniu. W jego twórczości poetyckiej łączą się cechy charakterystyczne zarówno dla autorów głównych nurtów Nowej Fali (poezja lingwistyczna), jak i cechy znamienne dla liryki poetów umieszczanych w odrębnych kręgach. Wpośród jego publikacji książkowych najważniejsze miejsce stanowią jednak niewątpliwie publikacje prozatorskie: powieści, zbiory opowiadań, na osobną uwagę zasługuje również eseistyka.

## Twórczość literacka
Poezja:
- Z ostatniej chwili – (1973; arkusz poetycki) można uznać za debiut podwójny: jest jednocześnie pierwszą tak obszerną prezentacją wierszy Włodzimierza Paźniewskiego jak i publikacją dającą początek serii arkuszy oraz książek członków  Grupy Poetyckiej „Kontekst”,
- Wiersze dla zaginionych bez wieści (1975),
- Proszę się rozejść (1983; ukazał się w tzw. „drugim obiegu”), sygnowany pseudonimem Andrzej Zawieja.

Proza:
- powieści: Krótkie dni (1983), Klasówka z pamięci (1988),
- zbiory opowiadań: Czyste szaleństwo (1984), Światła mijania (1994)
- twórczość eseistyczna: Życie i inne zajęcia (1982), Gramatyka rozproszenia (1995), Deportacja ogrodu. Eseje (1996), „Eseje wędrowne” (2006).